# Antonio Valeriano
Antonio Valeriano (Azcapotzalco, 1531 circa – 1605) fu uno studioso e politico Nahua del Messico coloniale.
Aiutò fra' Bernardino de Sahagún nella stesura del Codice fiorentino, e sostenne il ruolo di giudice-governatore sia del suo paese natale, Azcapotzalco, sia di Tenochtitlán.
Il testo nahuatl noto come Nican Mopohua è stato a lungo attribuito a Valeriano, nonostante sia improbabile che l'abbia scritto lui.